# GMT400
De GMT400 was een platform van General Motors en werd geproduceerd tussen 1988 en 1998. Het platform werd gebruikt voor grote SUV's en bij Pick-up's. De opvolger was de GMT800.

## Modellen op GMT400
| platform   | Jaren     | Model               | Notities |
| ---------- | --------- | ------------------- | -------- |
| GMT400/480 | 1988–2000 | Chevrolet C/K       |          |
| GMT400/480 | 1988–2000 | GMC C/K             |          |
| GMT410     | 1992–1999 | Chevrolet Suburban  |          |
| GMT415     | 1992–1994 | Chevrolet K5 Blazer |          |
| GMT420     | 1995–2000 | Chevrolet Tahoe     |          |
| GMT425     | 1992–1999 | GMC Suburban        |          |
| GMT430     | 1992–2000 | GMC Yukon           |          |
| GMT435     | 1999–2000 | Cadillac Escalade   |          |